# Генріх Зонне
Генріх Зонне (нім. Heinrich Sonne; 23 лютого 1917, Рига — 3 грудня 2011, Ерфтштадт) — німецький офіцер, гауптштурмфюрер резерву військ СС, оберстлейтенант бундесверу. Кавалер Лицарського хреста Залізного хреста.

## Біографія
Балтійський німець. 13 вересня 1938 року вступив у СС (посвідчення №372 400). В 1944 році був командиром 18-го танково-розвідувального дивізіону СС 18-ї добровольчої танково-гренадерської дивізії СС «Горст Вессель», потім — навчальним унтер-офіцерським танково-розвідувальним дивізіоном СС танкового-розвідувального полку СС «Меєр» (з 29 березня 1945 року — 3-й батальйон танкової бригади СС «Вестфалія»). З 5 листопада 1956 по 31 березня 1973 року служив в бундесвері.

## Звання
- Унтерштурмфюрер резерву військ СС (9 листопада 1940)
- Оберштурмфюрер резерву військ СС (9 листопада 1942)
- Гауптштурмфюрер резерву військ СС (9 листопада 1943)

## Нагороди
- Німецька імперська відзнака за фізичну підготовку в бронзі
- Спортивний знак СА в бронзі
- Йольський свічник
- Хрест Воєнних заслуг 2-го класу з мечами (28 грудня 1941)
- Нагрудний знак «За поранення» в чорному (24 липня 1942)
- Медаль «За зимову кампанію на Сході 1941/42» (1 серпня 1942)
- Залізний хрест
  - 2-го класу (7 січня 1943)
  - 1-го класу (9 червня 1943)
- Лицарський хрест Залізного хреста (10 грудня 1943) — як командир мотоциклетної роти 1-ї моторизованої бригади СС.